# قناة بوتاسيوم

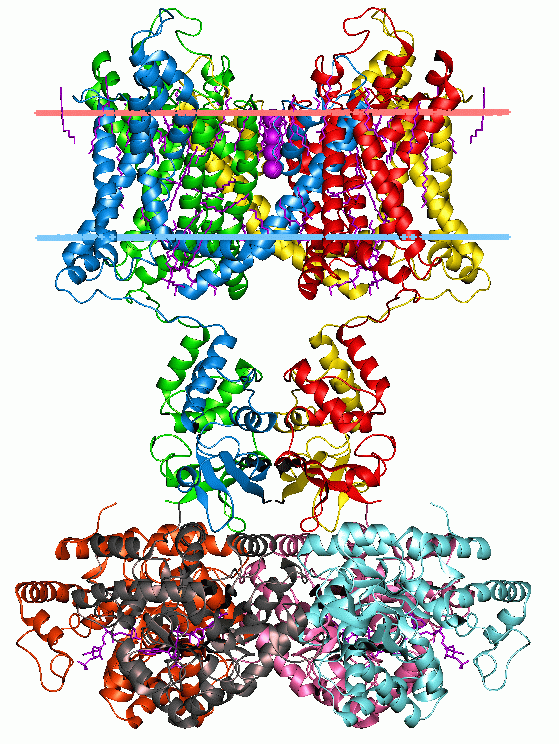
بنية قناة البوتاسيوم Kv1.2 في محيط غشائي، الحدود الكربونية المحسوبة الخاصة بالليبيد ثنائي الطبقة محدَّدَة بخط أحمر وأزرق.

قنوات البوتاسيوم هي النوع الأكثر انتشارا من القنوات الأيونية وتتواجد تقريبا في جميع الكائنات الحية. وتشكل مسامات انتقائية للبوتاسيوم تمتد عبر الأغشية الخلوية. تتواجد قنوات البوتاسيوم في معظم أنواع الخلايا وتتحكم في مجموعة واسعة من الوظائف الخلوية.

## الوظيفة
تعمل قنوات البوتاسيوم على نقل أيونات البوتاسيوم عبر مدروجها الكهروكيميائي بشكل سريع ( بمعدل يصل إلى معدل انتشار أيونات K+ في كتلة من الماء) وبشكل انتقائي (مستثنية -بشكل خاص- الصوديوم رغم الاختلاف الطفيف في نصف القطر الأيوني الذي يقل عن أنغستروم واحد). بيولوجيا، تعمل هذه القنوات على تحديد أو إعادة تحديد جهد الراحة في العديد من الخلايا. في الخلايا القابلة للاستثارة مثل العصبونات، يحدد التدفق المعاكس لأيونات البوتاسيوم جهد الفعل.
بالمساهمة في تنظيم مدة جهد الفعل في العضلة القلبية، يمكن أن يسبب سوء عمل قنوات البوتاسيوم اضطرابات قلبية مهددة للحياة. يمكن أن يكون لقنوات البوتاسيوم دور كذلك في الحفاظ على التوتر الوعائي، كما تقوم بتنظيم وظائف خلوية مثل إفراز الهرمونات (مثل: الأنسولين المفرز بواسطة خلايا بيتا في البنكرياس) لذلك سوء عملها قد يقود إلى أمراض مثل السكري.